# Carl-Einar Häckner

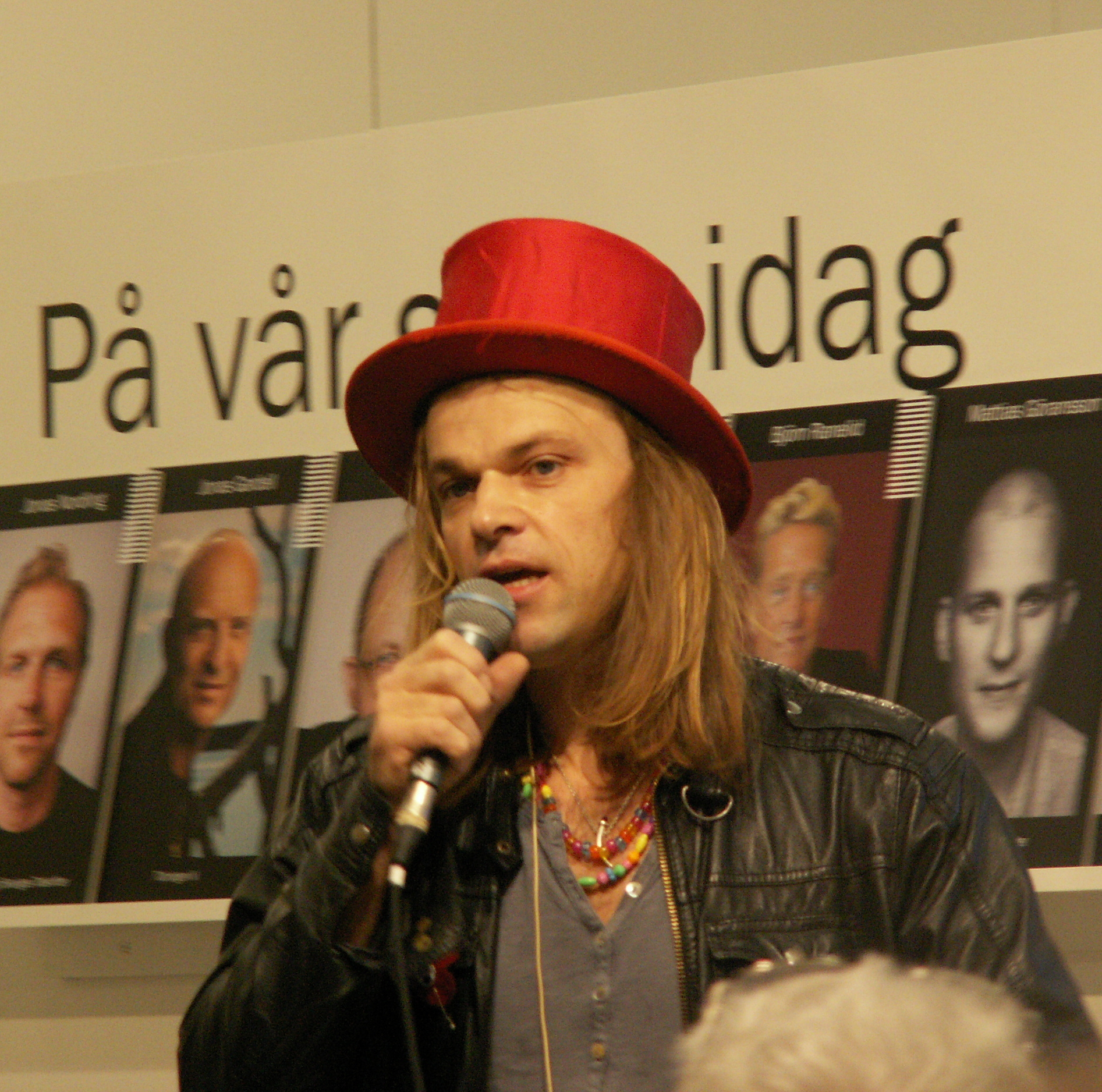
Carl-Einar Häckner 2012 auf einer Buchmesse in Göteborg

Carl-Einar Häckner, auch Charlie Häckner, (geboren am 8. Oktober 1969 in Nödinge-Nol, Schweden) ist ein schwedischer Zauberkünstler, Schauspieler und Komiker.

## Werdegang
Carl-Einar Häckner wurde am 8. Oktober 1969 in Nödinge-Nol geboren und wuchs in Gårdsten auf. Sein Interesse an der Zauberei entstand im Alter von sechs Jahren, als seine Großmutter eine Münze verschwinden ließ und diese wieder hinter seinem Ohr hervorholte. Bereits in seiner Jugend nahm er an diversen Zauberwettbewerben teil. Er wurde das jüngste Mitglied des Magischen Clubs von Göteborg.
Mit 18 Jahren trat er beim Grand Prix Magiques de Monte Carlo sowie im schwedischen und deutschen Fernsehen auf. Er begann nun, Comedy und Zaubererei zu verbinden. 1988 gewann er den Nachwuchspreis Nya Ansikten. Sein Debüt als Stand-up-Comedian hatte er 1989 in der Kunstakademie Valand. Es folgten Auftritte in Stockholm mit der Gruppe SUCK. Daneben arbeitete er weiter als Zauberkünstler unter dem Künstlernamen Wic Mack und begann, Solovorstellungen zu geben.
1991 hatte er einen Auftritt im schwedischen Fernsehen, bei dem er ein Kondom in die Nase steckte und aus dem Mund wieder herausholte. Dieser Trick machte ihn weltweit bekannt. In diesem Jahr begannen seine Auftritte als Dauergast der Fernsehsendung Dabrowski. Die Leser der Zeitung Aftonbladet wählten ihn zum „Sexiest Man Alive“.
Häckner trat lange Zeit im Varieté in Liseberg auf, das für Akrobaten und Entfesslungskünstler bekannt war. Seine Show dort gibt es seit 1996. 1995 wurde er vom schwedischen Humorverband zum Lustigsten Schweden des Jahres gewählt.
Im Jahr 1995 spielte Häckner eine Rolle in dem Film The Tears of Saint Peter und eine Hauptrolle als Robert in der Fernsehserie Herbert & Robert. Im Jahr 2000 trat Häckner zudem in Galenskaparna och After Shaves und der Varieté-Show Jul Jul Jul auf.
In 2009/10 spielte Häckner bei La Clique im Roundhouse in London. Bekannt wurde Häckner, der fließend deutsch spricht, in Deutschland durch mehrere Auftritte bei der Fernsehshow TV Total.
Im Dezember 2010 kehrte Häckner mit seiner Soloshow Carl-Einar Häckner: Big in Sweden ins Roundhouse zurück. Er trat außerdem in Melbourne beim internationalen Comedy Festival 2013 auf bei Good News Week.

## Filmografie
- 2025: Boatgirl[4]

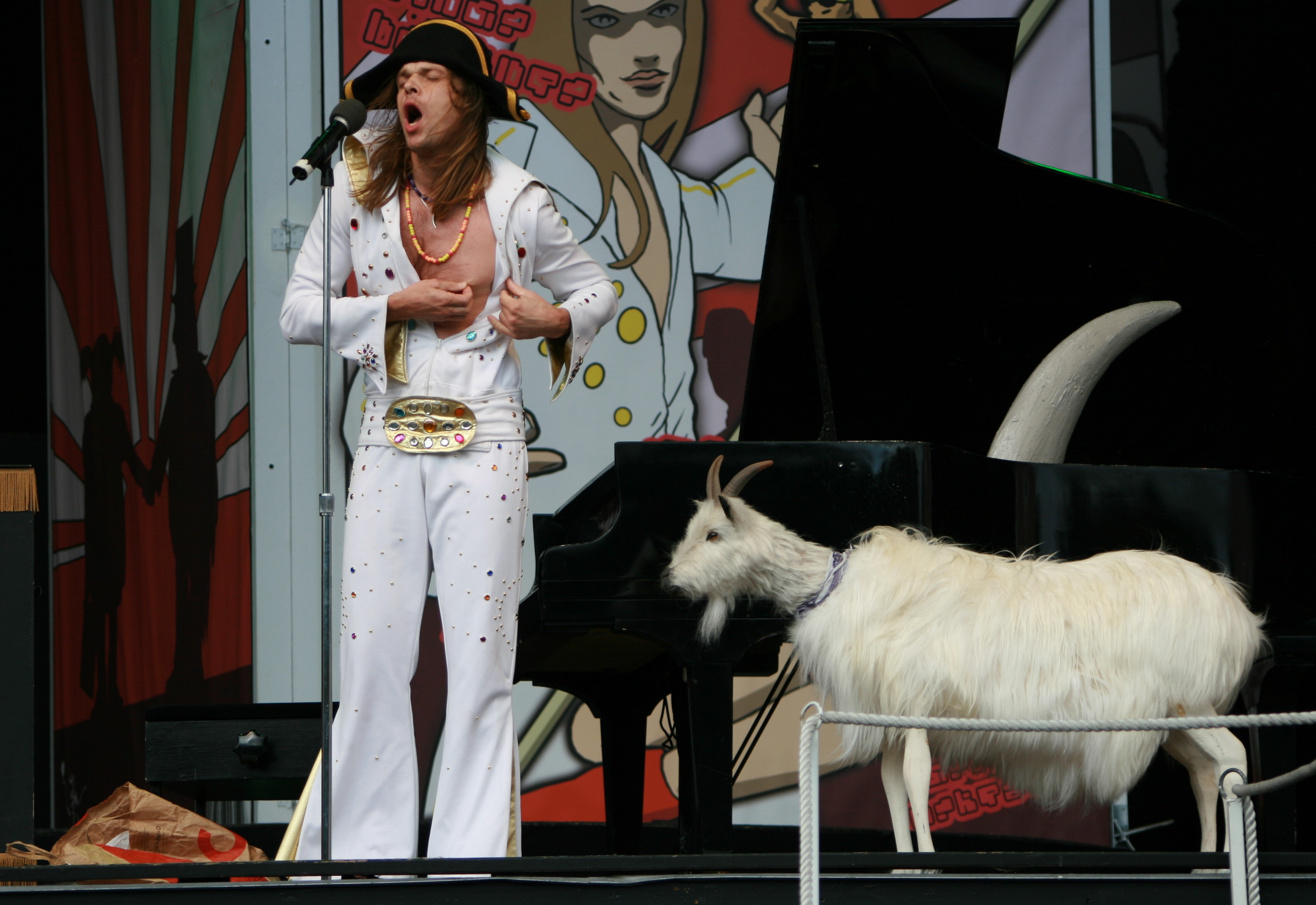
Carl-Einar Häckner bei einem Auftritt 2007

- 2016: Lotta på Liseberg (Fernsehshow, eine Episode)
- 2014: Efter Tio (Fernsehshow, eine Episode)
- 2009/2010/2014: TV Total (Fernsehshow, vier Episoden)
- 2009: NDR Comedy Contest (Fernsehshow, 2 Episoden)[5]
- 2008: Sommarkrysset (Fernsehshow, eine Episode)
- 2007: Predikanten (Fernsehfilm)
- 2006/2010: BingoLotto (Fernsehshow, zwei Episoden)
- 2003: Flamingo (Kurzfilm)
- 2002: Jul Jul Jul (Fernsehfilm)
- 2000: Allsång på Skansen
- 2000: 3satfestival
- 1996: Min Gud varför har du övergivit mig? (Kurzfilm)
- 1996: Kalender für alle (Fernsehserie)
- 1996/2001: Söndagsöppet (zwei Episoden)
- 1995: Herbert & Robert (Fernsehserie)
- 1995: Petri tårar
- 1994: Handbok för handlösa
- 1993: Polisen och domarmordet (Fernsehserie)
- 1992: Fanny's Farm
- 1991–1998: Släng dig i brunnen (3 Episoden)
- 1990: Kurt Olssons julkalender (Fernsehserie, eine Episode)

## Diskografie
DVDs
- 2004: Carl-Einar Häckners Varieté gånger tre
- 2008: Pusseldrömmar
- 2008: Uppdrag Varieté

Alben
- 2001: Hugo Von Glesens Varieté (Silence)
- 2006: Sånger ur livets varieté (Wic Mack AB)
- 2008: OrättVisor (Wic Mack AB)
- 2014: Skärvor (Wic Mack AB)

Singles
- 1995: Visor I Tiden (Silence)

## Werke
- Gloria. Göteborg: Eigenverlag 1994.
- Tivoli. Göteborg: Bläckfisken 1996. ISBN 9197240680
- En monolog om kärlek (Texter från Monolog om kärlek) 1998.
- Krönikor. Stockholm: Dagens arbete, 2002. ISBN 9789197429016
- Trollkarlens ord. Stockholm: Dagens arbete, 2007. ISBN 9789197429030
- Livets karusell. Tredje krönikesamlingen 2007-2015. Lindelöws bokförlag 2015. ISBN 9789187291586